# Рокацеле II
Рокацеле II је насеље у Италији у округу Калтанисета, региону Сицилија.
Према процени из 2011. у насељу је живело 51 становника. Насеље се налази на надморској висини од 9 м.